# Dé à trois faces
Pour les articles homonymes, voir D3.

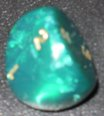
Un dé à trois faces.

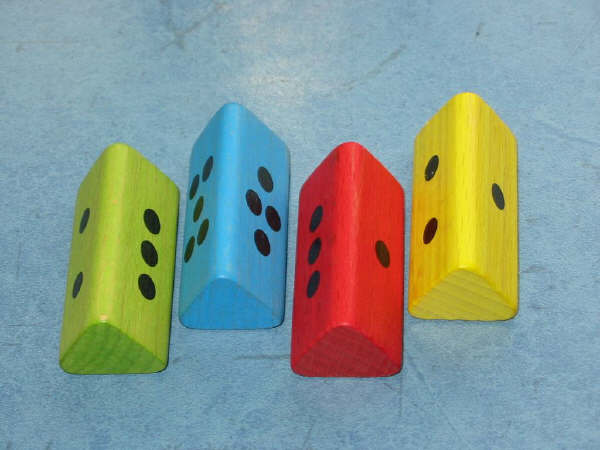
Plusieurs dés à trois faces en bois.

Un dé à trois faces ou d3 en abrégé est une variante de dé qui comporte trois faces.
Ce type de dés existe réellement, mais dans les faits les joueurs de jeux de rôle sur table utilisent le plus souvent un dé à six faces dont ils divisent le résultat par deux : 1 et 2 donnent ainsi « 1 », 3 et 4 donnent « 2 » et 5 et 6 donnent « 3 ».